# I Dzsongszok (színművész, 1989)
I Dzsongszok (hangul: 이종석, handzsa: 李鍾碩, RR: Lee Jong-seok; népszerű átírással: Lee Jong-suk; 1989. szeptember 14.–) dél-koreai modell és színész. Kifutómodellként kezdte a pályafutását 2005-ben, a szöuli divathét Seoul Collection divatbemutatójának valaha volt legfiatalabb férfi modellje.
Színészként 2005-ben debütált a Sympathy című rövidfilmben. Ismertebb televíziós sorozatai közé tartozik a School 2013 (2012), az I Can Hear Your Voice (2013), a Pinocchio (2014), a részben Budapesten forgatott Doctor Stranger, a W és a While You Were Sleeping.

## Élete és pályafutása

### Korai évei
15 évesen kezdett modellkedni, a szöuli divathét Seoul Collection divatbemutatójának valaha volt legfiatalabb férfi modellje volt. Ezt követően számos neves divatbemutatón vonult a kifutón, széles modellportfólióval rendelkezik.
Három hónapig idolegyüttes tagjaként tanult énekelni és táncolni, azonban felbontotta a szerződését az ügynökségével, amikor a vállalat végül mégsem teljesítette a kérését, hogy színészként is debütálhasson. Később az SBS csatorna színészválogatóján is részt vett.

### 2010–2012: Színészi pályafutásának kezdete
I (Lee) 2010-ben a Prosecutor Princess című sorozatban szerepelt először televíziós produkcióban. Ugyanebben az évben a Secret Garden című sorozatban egy tehetséges dalszerző mellékszerepét osztották rá. Mozifilmben is szerepet kapott, a Ghost című horrorban.
2011-ben a High Kick Season 3 című szitkomban szerepelt. 2012-ben az R2B: Return to Base című filmben Rain mellett harci pilótát alakított.

### 2013–: Növekvő népszerűség
2013-ban a School 2013 című sorozat jelentette számára a kiugrást. A KBS Drama Awardson a legjobb új színésznek járó díjjal jutalmazták. Ezt követően az I Can Hear Your Voice című sorozatban játszott I Bojong (Lee Bo-yeong) oldalán, egy fiatal gondolatolvasót alakított. Alakításáért Kiválóság-díjat kapott a Korea Drama Awardson, partnernőjével pedig a legjobb páros díját is elvihették.
A No Breathing című film főszerepét is megkapta, itt egy ambiciózus úszót alakított. Ezt a Hot Young Bloods című mozifilm követte. Következő televíziós sorozatában, a Doctor Stranger-ben egy észak-koreai orvost alakított. A sorozat egyes jeleneteit Budapesten forgatták. Még ugyanebben az évben a Pinocchio című sorozat főszerepét kapta meg, ahol egy fiatal, szenvedélyes riporter szerepét játszotta. A sorozat az év egyik legsikeresebb kulturális exportcikke volt, epizódonkénti 280 000 dolláros árral.
2016-ban I (Lee) a YG Entertainment ügynökséghez szerződött, majd a W című sorozat főszerepét vállalta el.
A színész 2019 márciusában vonul be katonának, civil szolgálatra.

## Filmográfia

### Televíziós sorozatok
| Év        | Cím                                    | Szerep                                                | Csatorna |
| --------- | -------------------------------------- | ----------------------------------------------------- | -------- |
| 2010      | Prosecutor Princess                    | I Uhjon (Lee Woo-hyun)                                | SBS      |
| 2010      | Secret Garden                          | Han Theszon (Han Tae-seon)                            | SBS      |
| 2011      | High Kick: Revenge of the Short Legged | An Dzsongszok (Ahn Jong-seok)                         | MBC      |
| 2012      | When I Was The Prettiest               | Jun Dzsonghjok (Yoon Jeong-hyeok)                     | KBS      |
| 2012      | School 2013                            | Ko Namszun (Go Nam-sun)                               | KBS      |
| 2013      | I Hear Your Voice                      | Pak Szuha (Park Su-ha)                                | SBS      |
| 2013      | Potato Star 2013QR3                    | Csongszok (Jong-Seok)                                 | tvN      |
| 2014      | Doctor Stranger                        | Pak Hun (Park Hun)                                    | SBS      |
| 2014-2015 | Pinocchio                              | Cshö Dalpho / Ki Hamjong (Choi Dal-po / Ki Ha-myeong) | SBS      |
| 2016      | Gogh, The Starry Night                 | Szon Degi (Song Dae-gi)                               | Sohu     |
| 2016      | W                                      | Kang Chul (Kang Cheol)                                | MBC      |
| 2016      | Jade Lover                             | Paj Lu-han (Bai Louhan)                               | Anhui TV |
| 2017      | While You Were Sleeping                | Dzsong Dzsecshan (Jung Jae-chan)                      | SBS      |
| 2018      | The Hymn of Death                      | Kim Udzsin (Kim Woo-jin)                              | SBS      |
| 2019      | Könyvbe illő szerelem                  | Csha Unho (Cha Eun-ho)                                | tvN      |

### Filmek
| Év   | Cím                   | Szerep                            |
| ---- | --------------------- | --------------------------------- |
| 2005 | Sympathy              | I Hanszol (Lee Han-sol)           |
| 2010 | Ghost                 | Pek Hjonuk (Baek Hyeon-wook)      |
| 2012 | Együtt – Hajrá Korea! | Cshö Gjongszop (Choi Kyeong-seob) |
| 2012 | R2B: Return to Base   | Csi Szokhjon (Ji Seok-hyeon)      |
| 2013 | The Face Reader       | Csinhjong (Jin-hyeong)            |
| 2013 | No Breathing          | Uszang (Woo-sang)                 |
| 2014 | Hot Young Bloods      | Csunggil (Jung-gil)               |
| 2017 | VIP                   | Kvangil (Gwang-il)                |

## Fordítás
- Ez a szócikk részben vagy egészben  a   Lee Jong-suk című angol Wikipédia-szócikk ezen változatának fordításán alapul.  Az eredeti cikk szerkesztőit annak laptörténete sorolja fel. Ez a jelzés csupán a megfogalmazás eredetét és a szerzői jogokat jelzi, nem szolgál a cikkben szereplő információk forrásmegjelöléseként.